# ونکیوا
ونکیوا (به سوئدی: Vankiva) یک سکونتگاه مسکونی در سوئد است که در Hässleholm Municipality واقع شده‌است.

## خصوصیات
ونکیوا ۰٫۴۴ کیلومترمربع مساحت و ۳۴۰ نفر جمعیت دارد.